# Concentration massique
En physique, particulièrement en chimie, la concentration massique, concentration en masse, concentration pondérale ou masse volumique partielle d'un soluté en solution est le rapport (ou le quotient) de la masse de ce soluté au volume total de solution.
Pour un soluté {\displaystyle i} la concentration massique est donc le rapport entre la masse {\displaystyle m_{i}} du soluté et le volume {\displaystyle V} de solution :
Plutôt que {\displaystyle \tau } (tau en grec) ou {\displaystyle c_{m}} (notation la plus couramment utilisée en chimie), le Bureau international des poids et mesures (BIPM) recommande d'utiliser la notation {\displaystyle \rho _{i}} ou {\displaystyle \gamma _{i}}. Elle peut être désignée comme masse volumique partielle, ou densité massique partielle, du soluté {\displaystyle i} dans la solution.

## Unités de mesure
L'unité de mesure SI (Système international d'unités) est le kilogramme par mètre cube (kg m−3). Cependant, le gramme étant l'unité conventionnelle de la masse en chimie, on utilise habituellement pour la concentration massique le gramme par litre (g l−1) — équivalent au kilogramme par mètre cube puisque 1 g l−1 = 1 kg m−3 — et le g/100 ml.

## Propriétés
La somme des concentrations massiques des composants d'une solution (y compris le solvant) est égale à la masse volumique (densité massique) de la solution. Pour le démontrer, il suffit de diviser la somme {\displaystyle m} des masses des composants par le volume de la solution :
{\displaystyle m=\sum _{i}m_{i}}
{\displaystyle {\frac {m}{V}}=\sum _{i}{\frac {m_{i}}{V}}}
d'où :
{\displaystyle \rho =\sum _{i}\rho _{i}}

## Grandeurs liées

### Relation entre concentration massique et concentration molaire
La relation suivante relie la concentration massique du soluté {\displaystyle i} de masse molaire {\displaystyle M_{i}} à sa concentration molaire {\displaystyle c_{i}} :
{\displaystyle \rho _{i}=c_{i}\cdot M_{i}}
étant donné la relation entre la masse {\displaystyle m_{i}} et la quantité {\displaystyle n_{i}} de {\displaystyle i} :
{\displaystyle m_{i}=n_{i}\cdot M_{i}}
{\displaystyle \rho _{i}={\frac {m_{i}}{V}}={\frac {n_{i}\cdot M_{i}}{V}}={\frac {n_{i}}{V}}\cdot M_{i}=c_{i}\cdot M_{i}}

### Fraction molaire
La conversion vers la fraction molaire {\displaystyle x_{i}} est donnée par :
{\displaystyle x_{i}={\frac {\rho _{i}}{\rho }}\cdot {\frac {M}{M_{i}}}}
où {\displaystyle M} est la masse molaire moyenne du mélange.

### Fraction massique
La conversion vers la fraction massique {\displaystyle w_{i}} est donnée par :
{\displaystyle w_{i}={\frac {\rho _{i}}{\rho }}}